# This Week (ABC)
Pour les articles homonymes, voir This Week.
This Week est un débat télévisé politique diffusé sur la chaîne American Broadcasting Company le dimanche matin.

## Historique
En 1960, ABC lance un talk show dominical nommé Issues and Answers présenté par Howard K. Smith puis par Bob Clark. 
En novembre 1981, Roone Arledge, nouveau directeur d'ABC News depuis 1977, demande à David Brinkley venu de NBC de présenter un talk show, nommé This Week. Trois sociétés sponsorisent l'émission General Electric, Archer Daniels Midland et Merrill Lynch. 
Le 8 décembre 1996, Brinkley parti à la retraite et remplacé par Sam Donaldson et Cokie Roberts.
Le 15 septembre 2002, George Stephanopoulos devient le présentateur jusqu'à ce qu'il obtienne le même poste pour l'émission Good Morning America en janvier 2010. Jake Tapper, correspondant à la Maison Blanche assure l'intérim de mars à juillet avant la nomination de Christiane Amanpour 1er août 2010. 

## Présentateurs
- 1981–1996 : David Brinkley
- 1996–2002 : Sam Donaldson, Cokie Roberts
- 2002–2010 : George Stephanopoulos
- mars 2010–juillet 2010 (intérim) : Jake Tapper
- 2010-2011 : Christiane Amanpour
- Depuis 2011: George Stephanopoulos